# Partido judicial de Tolosa
El partido judicial de Tolosa (en euskera Tolosako barruti judiziala) es el partido judicial n.º 1 de la provincia de Guipúzcoa y uno de los seis partidos en los que se divide la provincia de Guipúzcoa, en la comunidad autónoma del País Vasco, España.

## Ámbito geográfico
Municipios:
- Abalcisqueta
- Aduna
- Albístur
- Alegría de Oria
- Alquiza
- Alzaga
- Alzo
- Amézqueta
- Andoáin
- Anoeta
- Arama
- Asteasu
- Ataun
- Baliarráin
- Beasáin
- Belaunza
- Berástegui
- Berrobi
- Cegama
- Ceráin
- Cizúrquil
- Elduayen
- Ezquioga
- Gaínza
- Gaviria
- Gaztelu
- Hernialde
- Ibarra
- Icazteguieta
- Ichaso
- Idiazábal
- Irura
- Isasondo
- Larraul
- Lazcano
- Leaburu
- Legorreta
- Lizarza
- Motiloa
- Olaberría
- Ordicia
- Oreja
- Orendáin
- Ormáiztegui
- Segura
- Tolosa
- Villabona
- Zaldivia